# Турун печерний Дублянського
Турун печерний Дублянського (Taurocimmerites dublanskii) — вид комах з родини Carabidae. Єдиний представник роду.

## Морфологічні ознаки
2–3 мм. Верх світло-рудий або каштановий. Очі відсутні. Надкрила та передньоспинка в суцільних коротких та окремих довгих волосках.

## Поширення
Ендемік України. Зареєстрований тільки в гірському Криму: г. Віллабурун, Віллабурунська печера на висоті 900 м н.р.м. Дуже рідкісний вид, з Криму відомий з 6 екземплярів.

## Особливості біології
Зареєстрований у ґрунтових пастках в червні–липні. Типовий мешканець сухих печер. Можливо, хижак.

## Загрози та охорона
У ЧКУ має статус «Рідкісний». Може бути рекомендований до охорони в окремих печерах Криму.